# Movementu Progresivo
Movementu Progresivo (Nederlands: Progressieve Beweging), afgekort MP, is een politieke partij op Curaçao. De partij is op 21 april 2016 opgericht door voormalig politica namens PAIS Marilyn Moses, die ook politiek leider van de partij werd.
MP is een partij in het midden van het politieke spectrum. Zij streeft naar duurzame ontwikkeling en stelt daarbij de mens centraal. Terwijl PAIS bij de verkiezingen op 30 september 2016 fors verloor bemachtigde de partij ruim 5% van de uitgebrachte stemmen. Dit leverde een statenzetel op en de MP-eenmansfractie ging in oppositie. Na de val van het kabinet-Koeiman in maart 2017 sloot de MP zich aan bij het Blok van 12, een coalitie van 4 partijen en twee onafhankelijke statenleden die het demissionair interim-kabinet Pisas steunde. In dit kabinet droeg de MP Sisline Girigoria voor als minister van Gezondheid, Milieu en Natuur. Een maand later wist de partij bij de statenverkiezingen ondanks het stemmenverlies haar statenzetel te handhaven.